# Le Mesnil-au-Val
Le Mesnil-au-Val és un municipi francès situat al departament de la Manche i a la regió de Normandia. L'any 2007 tenia 642 habitants.

## Demografia

### Població
El 2007 la població de fet de Le Mesnil-au-Val era de 642 persones. Hi havia 236 famílies de les quals 40 eren unipersonals (16 homes vivint sols i 24 dones vivint soles), 90 parelles sense fills, 102 parelles amb fills i 4 famílies monoparentals amb fills.
La població ha evolucionat segons el següent gràfic:
Habitants censats

### Habitatges
El 2007 hi havia 259 habitatges, 238 eren l'habitatge principal de la família, 6 eren segones residències i 15 estaven desocupats. Tots els 257 habitatges eren cases. Dels 238 habitatges principals, 211 estaven ocupats pels seus propietaris, 24 estaven llogats i ocupats pels llogaters i 3 estaven cedits a títol gratuït; 3 tenien dues cambres, 23 en tenien tres, 59 en tenien quatre i 153 en tenien cinc o més. 192 habitatges disposaven pel capbaix d'una plaça de pàrquing. A 84 habitatges hi havia un automòbil i a 150 n'hi havia dos o més.

### Piràmide de població
La piràmide de població per edats i sexe el 2009 era:
| Homes | Edats   | Dones |
| ----- | ------- | ----- |
| 0     | 95 o +  | 0     |
| 0     | 90 a 94 | 0     |
| 0     | 85 a 89 | 0     |
| 0     | 80 a 84 | 0     |
| 0     | 75 a 79 | 8     |
| 16    | 70 a 74 | 12    |
| 12    | 65 a 69 | 8     |
| 12    | 60 a 64 | 16    |
| 12    | 55 a 59 | 8     |
| 20    | 50 a 54 | 24    |
| 28    | 45 a 49 | 32    |
| 16    | 40 a 44 | 16    |
| 24    | 35 a 39 | 12    |
| 20    | 30 a 34 | 32    |
| 16    | 25 a 29 | 20    |
| 12    | 20 a 24 | 16    |
| 24    | 15 a 19 | 20    |
| 8     | 10 a 14 | 16    |
| 32    | 5 a 9   | 36    |
| 28    | 0 a 4   | 16    |

## Economia
El 2007 la població en edat de treballar era de 412 persones, 296 eren actives i 116 eren inactives. De les 296 persones actives 281 estaven ocupades (151 homes i 130 dones) i 15 estaven aturades (4 homes i 11 dones). De les 116 persones inactives 55 estaven jubilades, 30 estaven estudiant i 31 estaven classificades com a «altres inactius».

### Ingressos
El 2009 a Le Mesnil-au-Val hi havia 242 unitats fiscals que integraven 669 persones, la mediana anual d'ingressos fiscals per persona era de 17.842 €.

### Activitats econòmiques
Dels 15 establiments que hi havia el 2007, 1 era d'una empresa extractiva, 2 d'empreses de fabricació de material elèctric, 4 d'empreses de fabricació d'altres productes industrials, 4 d'empreses de construcció, 1 d'una empresa de comerç i reparació d'automòbils i 3 d'empreses classificades com a «altres activitats de serveis».
Dels 5 establiments de servei als particulars que hi havia el 2009, 1 era un guixaire pintor, 3 fusteries i 1 perruqueria.
L'únic establiment comercial que hi havia el 2009 era una botiga de roba.
L'any 2000 a Le Mesnil-au-Val hi havia 33 explotacions agrícoles que ocupaven un total de 912 hectàrees.

## Equipaments sanitaris i escolars
El 2009 hi havia una escola elemental.

## Poblacions més properes
El següent diagrama mostra les poblacions més properes.